# Pirapora do Bom Jesus
Pirapora do Bom Jesus – miasto i gmina w Brazylii, w stanie São Paulo. Znajduje się w mezoregionie Metropolitana de São Paulo i mikroregionie Osasco.
W mieście znajduje się pierwsze chrystocentryczne Sanktuarium Brazylii. Jego początki sięgają roku 1725, kiedy to odkryto tam rzeźbę Dobrego Jezusa (Bom Jesus). Kaplica pierwotna zbudowana została z drewna. W 1845 roku rozpoczęto budowę obecnego kościoła (ukończony w 1887), w którym mieści się rzeźba Chrystusa. Rzeźba znajduje się w głównym ołtarzu, chroniona szklaną kopułą kuloodporną.
Do dziś miasto przyjmuje znaczną liczbę pielgrzymów. Wydział Kultury i Turystyki miasta szacuje, że około 600 tysięcy osób przybywa rocznie do Pirapora, co czyni je drugim brazylijskim sanktuarium po Sanktuarium Matki Bożej z Aparecidy.